# Pinus hartwegii
Espèce
Synonymes
- Pinus donnell-smithii Mast., 1891
- Pinus rudis Endl., 1847

Statut de conservation UICN

 LC  : Préoccupation mineure
Pinus hartwegii est une espèce de conifères de la famille des Pinaceae.

## Répartition

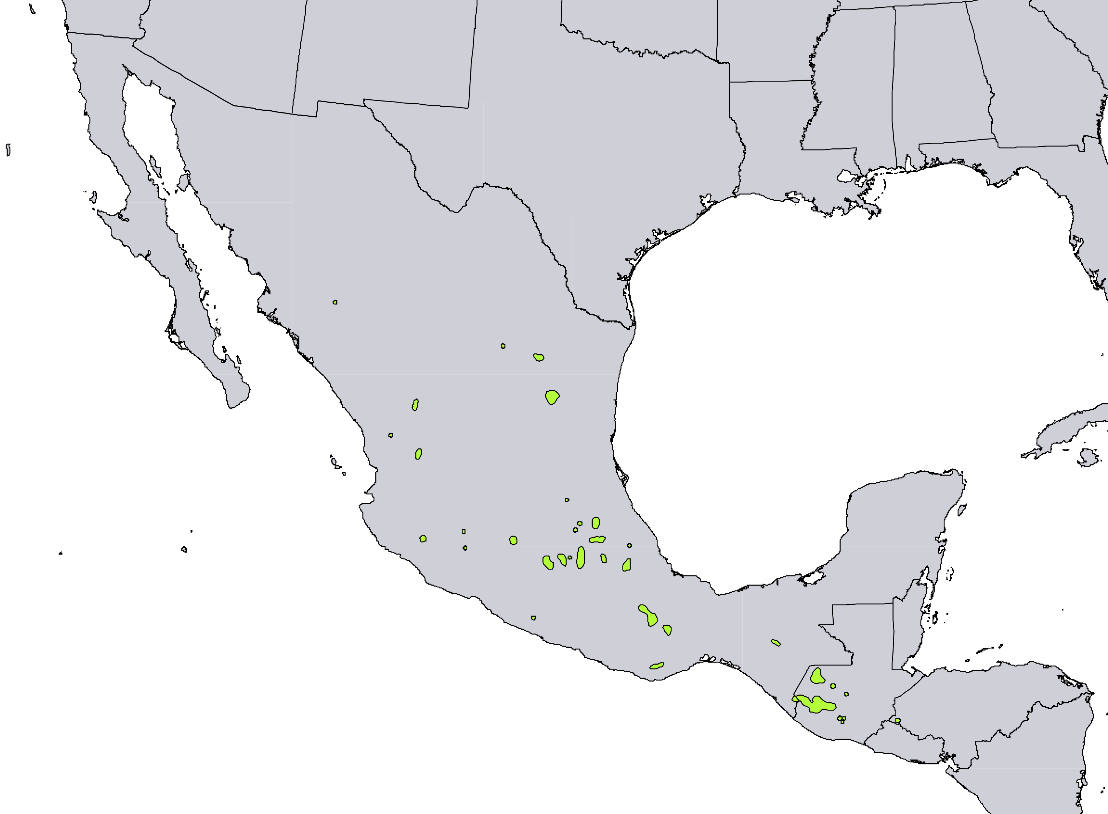
Carte de répartition de Pinus hartwegii.

Pinus hartwegii pousse au Mexique et au Guatemala. 

## Liste des variétés
Selon Tropicos (10 août 2014) (Attention liste brute contenant possiblement des synonymes) :
- variété Pinus hartwegii var. hartwegii
- variété Pinus hartwegii var. rudis (Endl.) Silba